# Кариатида

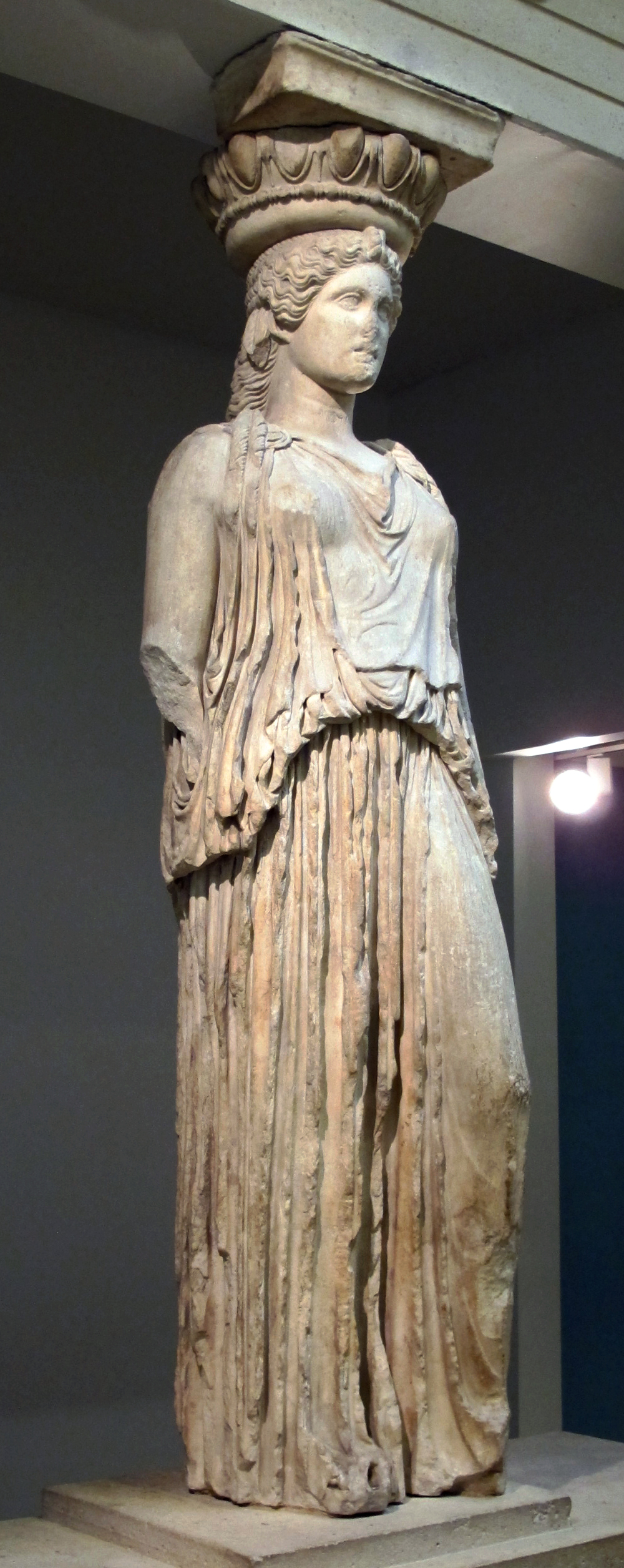
Фигура кариатиды портика Эрехтейона афинского Акрополя. Британский музей, Лондон

Кариати́да (др.-греч. Καρυάτιδες, от Καρυᾶτις — каштановая, или карийская) — статуя, изображающая задрапированную женскую фигуру в качестве опоры антаблемента, арки или иной конструкции, заменяющая собой колонну, пилястру или пилон.

## Этимология
В древнегреческой мифологии Кариатида (Каштановая) — эпитет богини лесов и охоты Артемиды. Известно, например, что на празднике богини Артемиды в Лаконии (южный Пелопоннес) женщины с корзинами плодов на головах исполняли «танец кариатид». Изображения этого танца можно видеть на геммах и архаических античных сосудах. Позднее кариатидами стали называть скульптурные изображения женщин — танцовщиц или жриц — в качестве элемента ордерной архитектуры. Один из ранних примеров такого рода — кариатиды Сокровищницы сифносцев (жителей острова Сифнос) в Дельфах (около 525 г. до н. э.). Древнеримский теоретик Витрувий (I в. до н. э.) в трактате с посвящением императору Октавиану Августу объяснял происхождение таких фигур в Пелопоннесе изображением пленных женщин города Карии (Κάρυαι), заключившего союз против Греции с персами:
Так, например если кто-нибудь в своей постройке поставит вместо колонн мраморные статуи женщин в длинных одеждах, называемые кариатидами, и поместит на них мутулы и карнизы, то любопытствующим он даст такое объяснение: пелопоннесский город Карии заключил против Греции союз с неприятелями — персами; впоследствии греки, со славою завоевав себе свободу победоносным окончанием войны, с общего согласия объявили войну карийцам. И вот, взяв их город, перебив мужчин и опустошив их государство, они увели их жён в рабство, при этом не позволив им снять ни их длинных одежд, ни прочих уборов замужних женщин не только для того, чтобы провести их один раз в триумфальном шествии, но чтобы они, служа тяжким примером рабства, покрытые вечным позором, явно платились за преступление своих сограждан. Ради этого тогдашние архитекторы применили для общественных зданий изваяния этих женщин, поместив их для несения тяжести, чтобы и потомство помнило о наказании карийцев.
Согласно древнему обычаю, пленников привязывали к «позорному столбу» в центре городской площади. Со временем эпоним Кария стали связывать со словом «кара» (κάρα — голова), поскольку пленники несли на голове кару — тяжесть, корзины с откупными дарами. Однако такую версию большинство историков считают поэтическим вымыслом, поскольку фигуры, используемые в качестве опор, в Греции именовали не карами, а корами (κόρη — девушка). Такие фигуры имели вотивный смысл.
Кор, несущих дары, именовали ана́форами (ἀναφορά — восхождение, переложение). Если такая статуя изображает женщину с корзиной плодов или цветов на голове, то она называется канефорой. Замечательны по красоте женские фигуры «Портика кариатид» храма Эрехтейон афинского Акрополя (421—406 год до н. э.). Фигуры интересны остроумным приёмом скульптора: согнутая в колене нога кариатид (у одних левая, у других правая) обращена внутрь портика, а наружная (прямая, опорная) позволяет в угловых фигурах подчеркнуть вертикаль, тем самым сохраняя во внешнем контуре тектоничность силуэта портика.
Мужские фигуры, выполняющие аналогичную функцию, именуют атлантами или теламонами. В Средние века фигуры кариатид не использовали, они снова появляются в архитектуре эпохи итальянского Возрождения, а затем стали излюбленным мотивом художников классицизма XVII—XIX веков. Своеобразно, в виде декоративных фигур мотив кариатид использовал французский мебельщик Юг Самбен. В архитектуре, оформлении интерьеров и мебели, а также метафорически в живописи и графике, художники обыгрывали пластический контраст изящества, лёгкости женской фигуры и скрытый образ сопротивления тяжести. Именно такой контраст идеально воплощён в фигурах кариатид портика Эрехтейона на Акрополе.

## Галерея

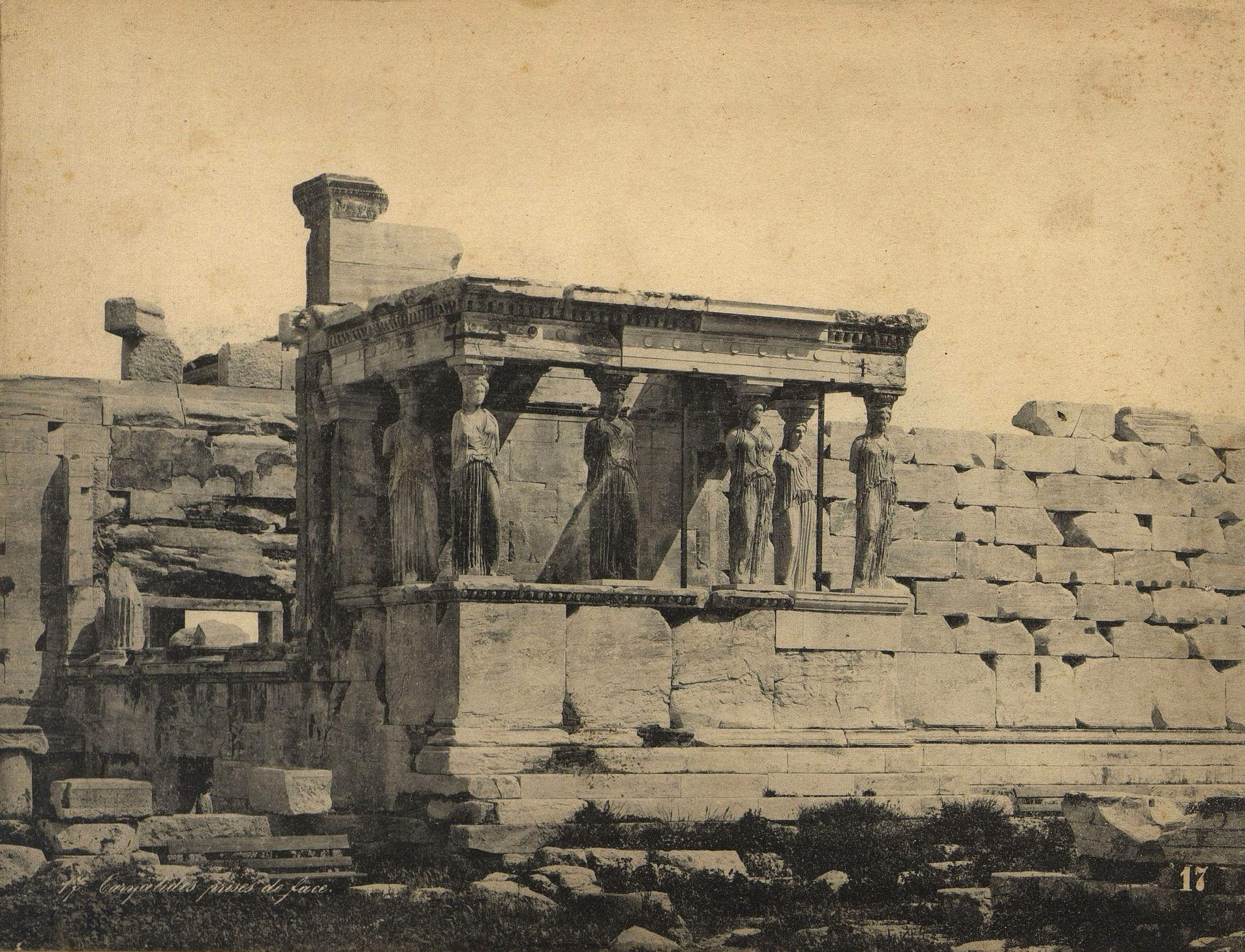
Портик кариатид Эрехтейона афинского Акрополя. 421—407 гг. до н. э. Фотография 1890-х гг.
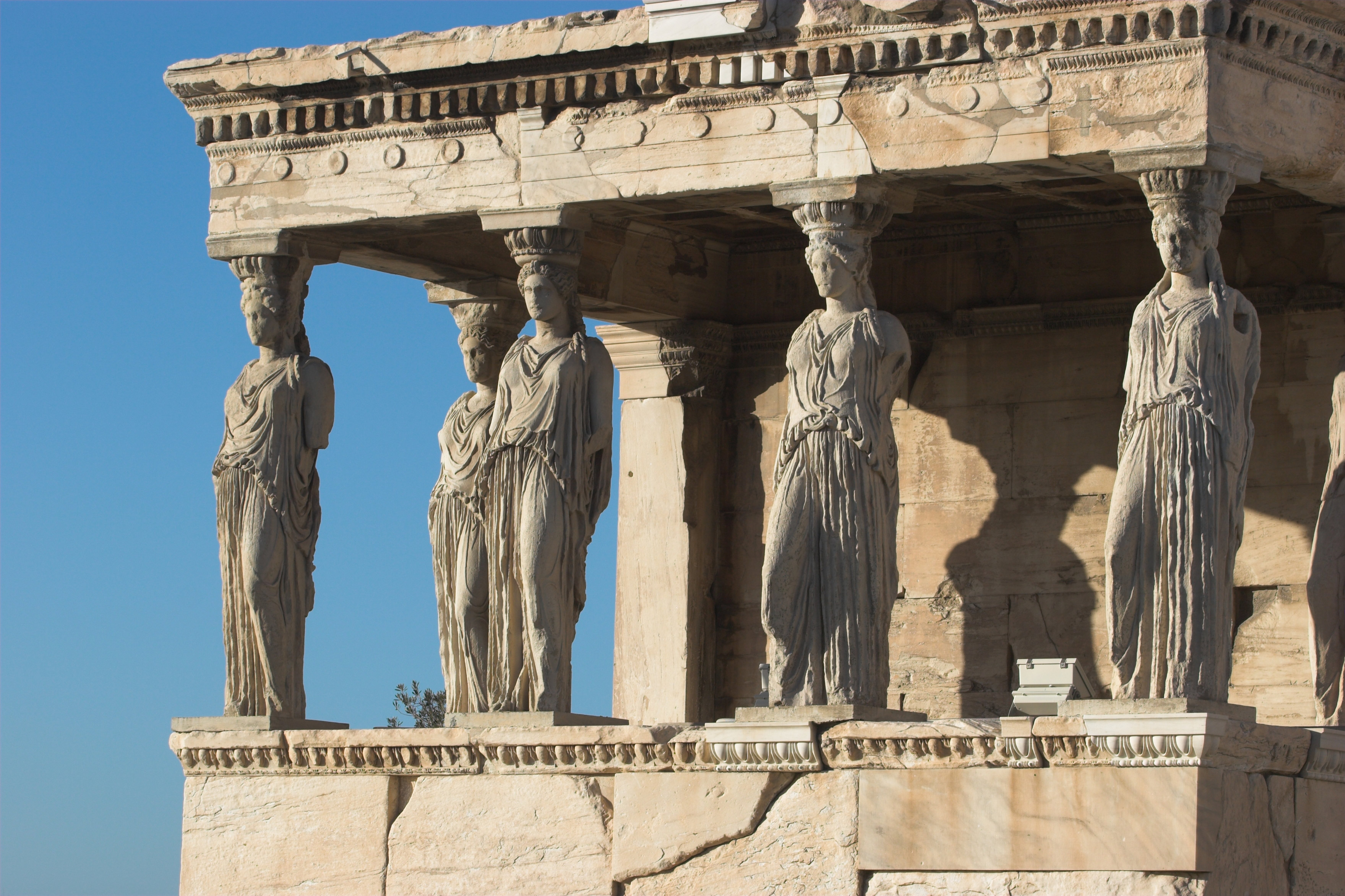
Портик кариатид Эрехтейона в начале XXI века
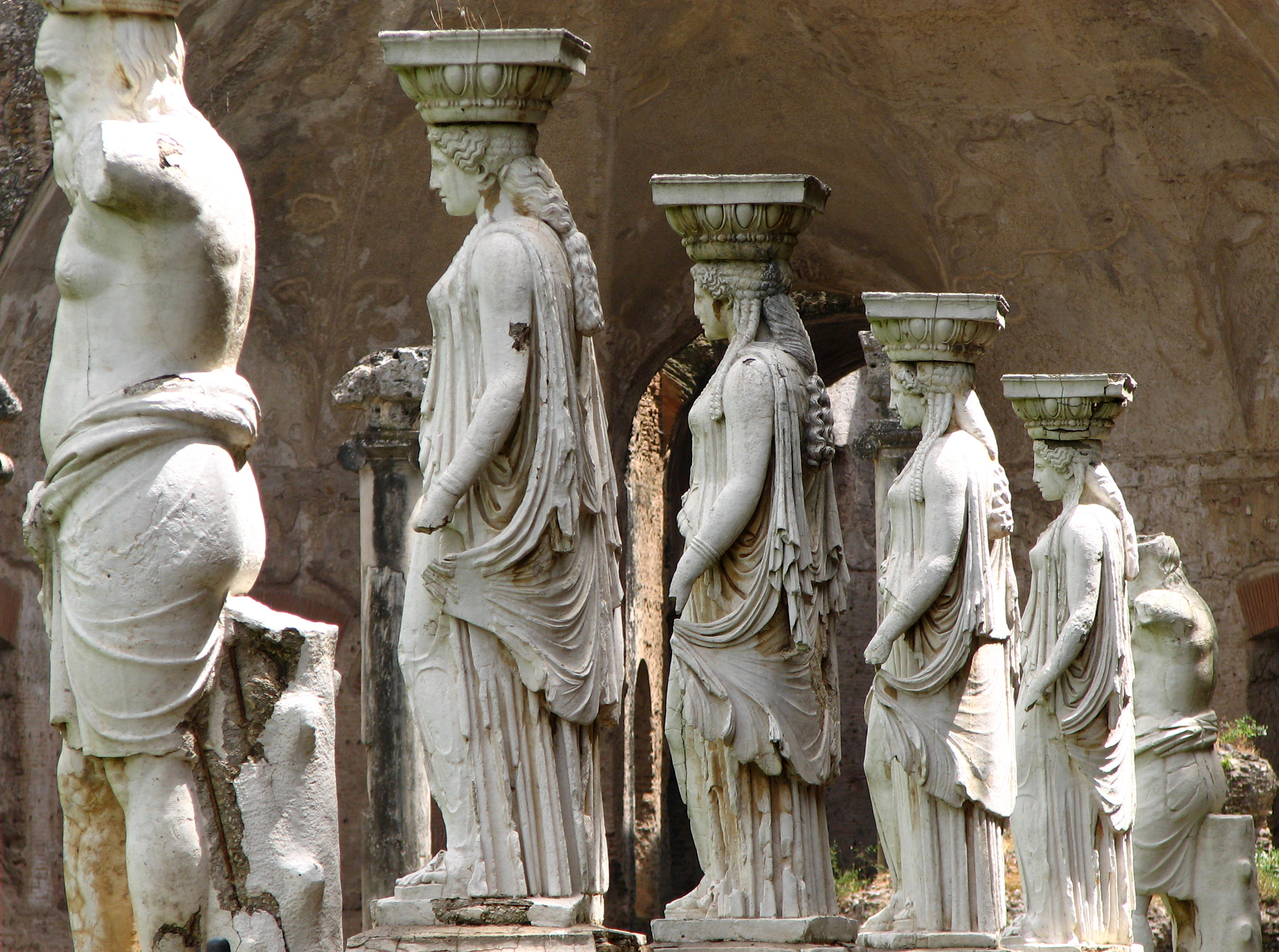
Кариатиды Канопы виллы императора Адриана в Тиволи. 118—134
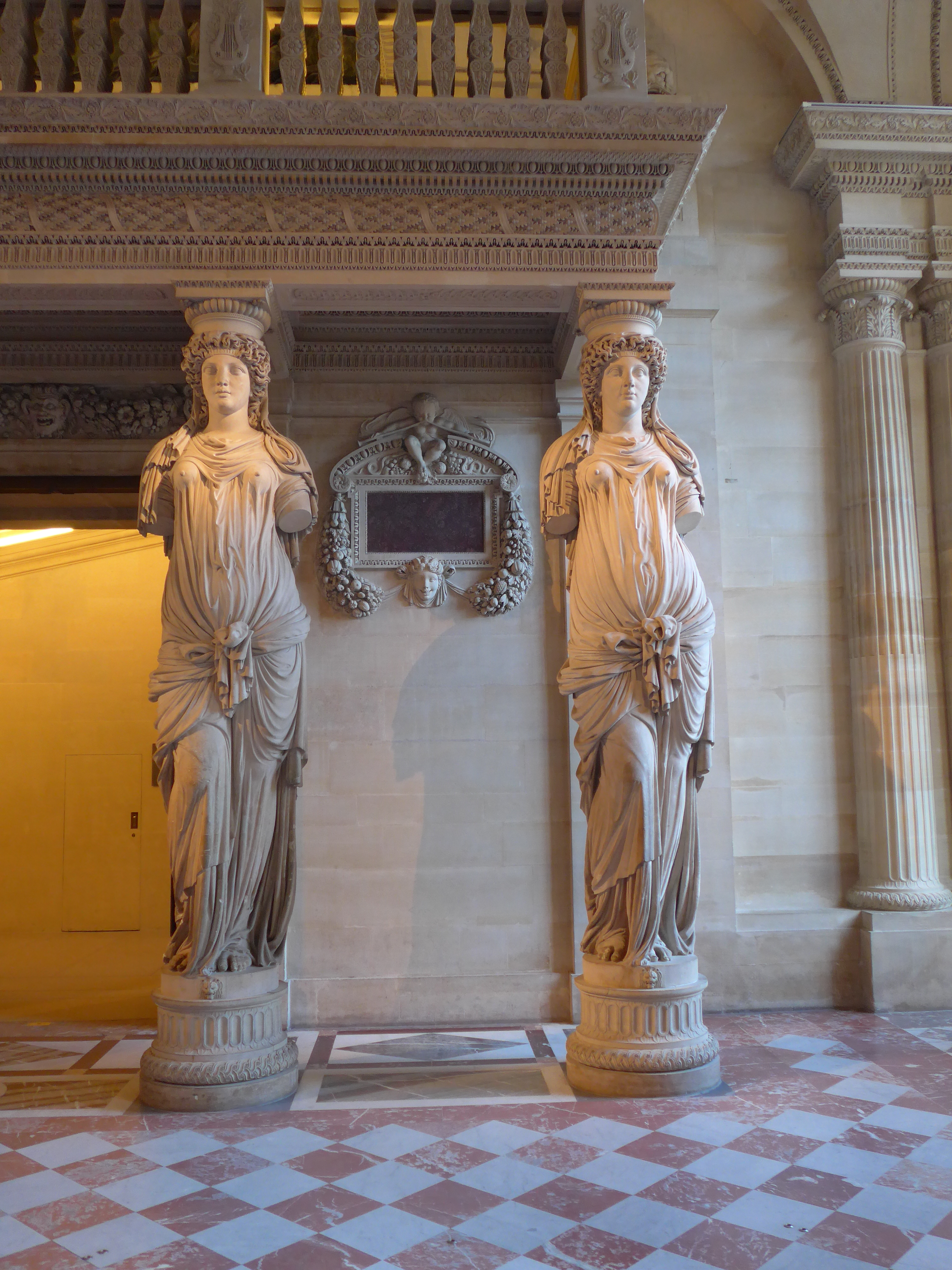
Кариатиды Шведского зала Лувра. 1546—1549. Скульптор Ж. Гужон
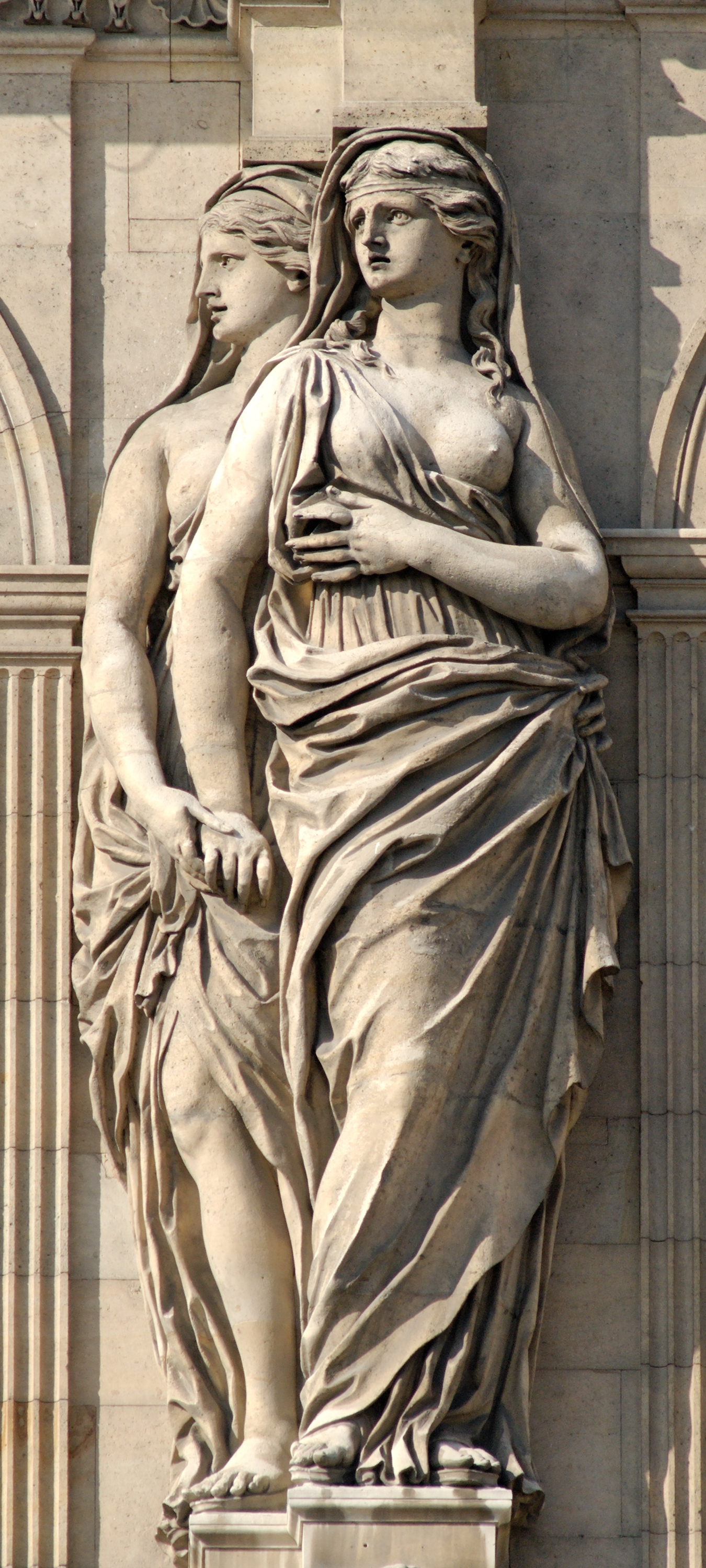
Кариатиды «Павильона часов» западного фасада Лувра, Париж. 1639—1640. Скульптор Жак Саразен
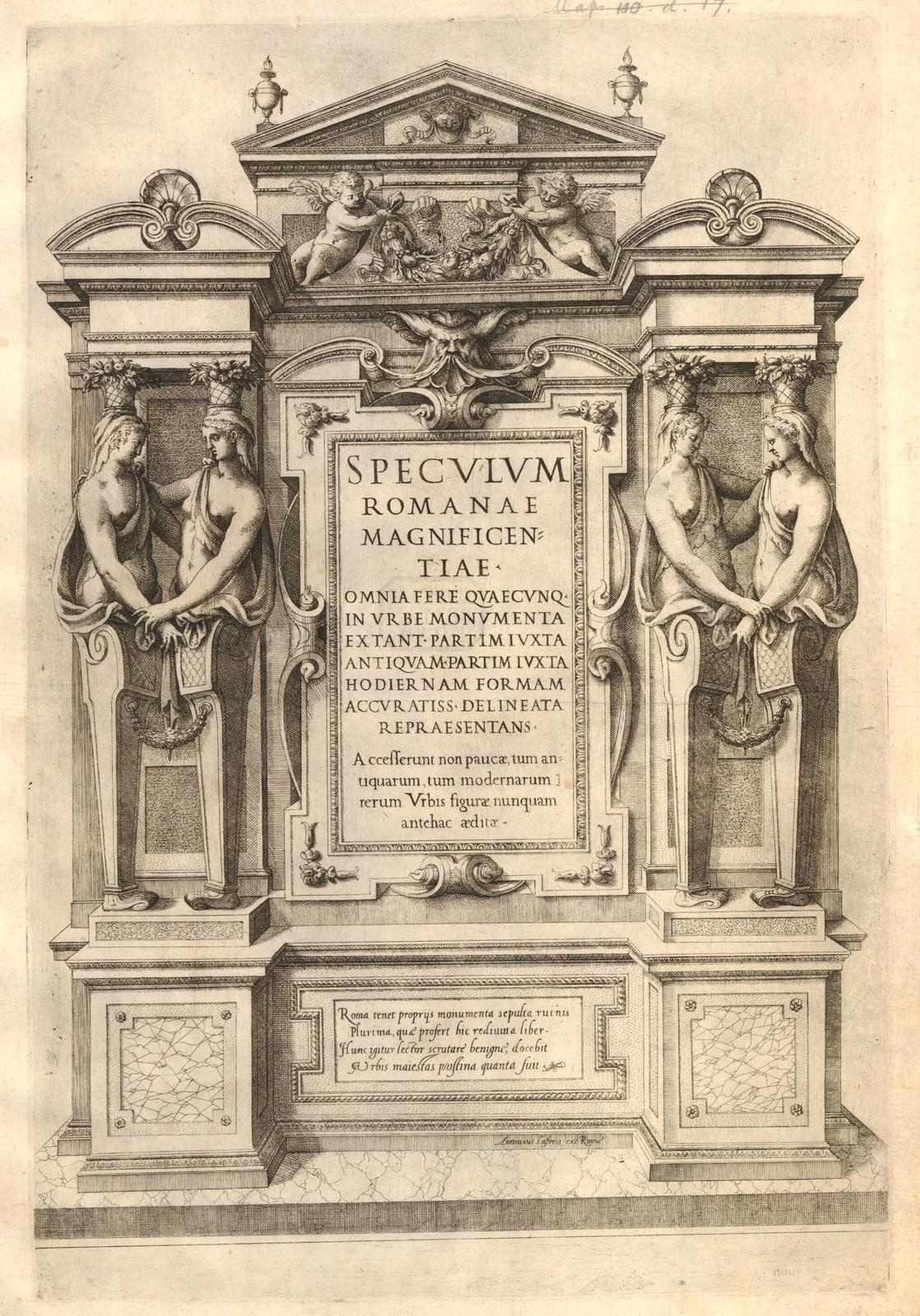
Титульный лист издания «Зеркало римского великолепия» (Speculum Romanae Magnificentiae). Гравюра Э. Дюперака. Между 1573 и 1577
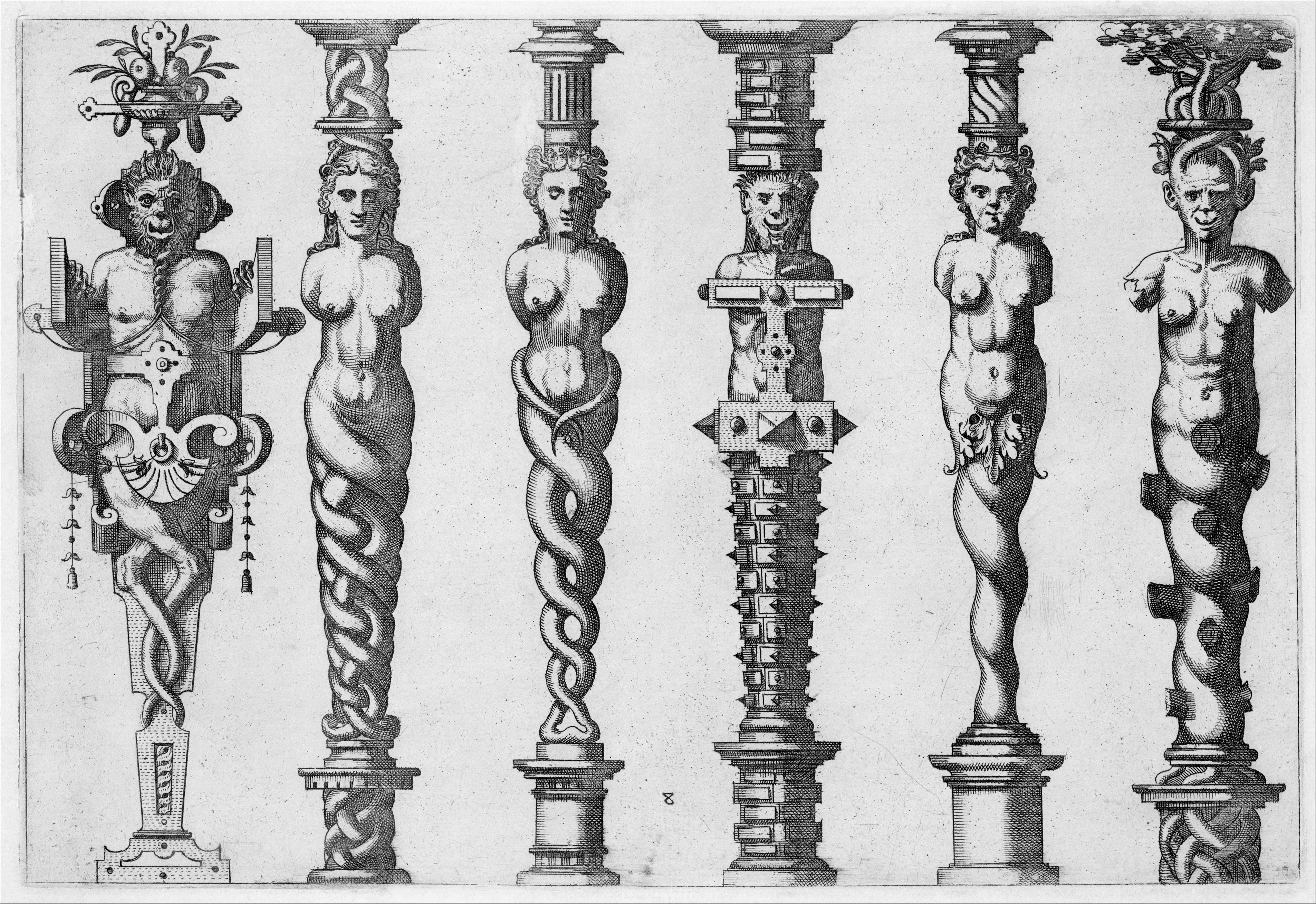
Кариатиды. Ок. 1565. Офорт Г. де Йоде по рисунку Г. Вредемана де Вриса
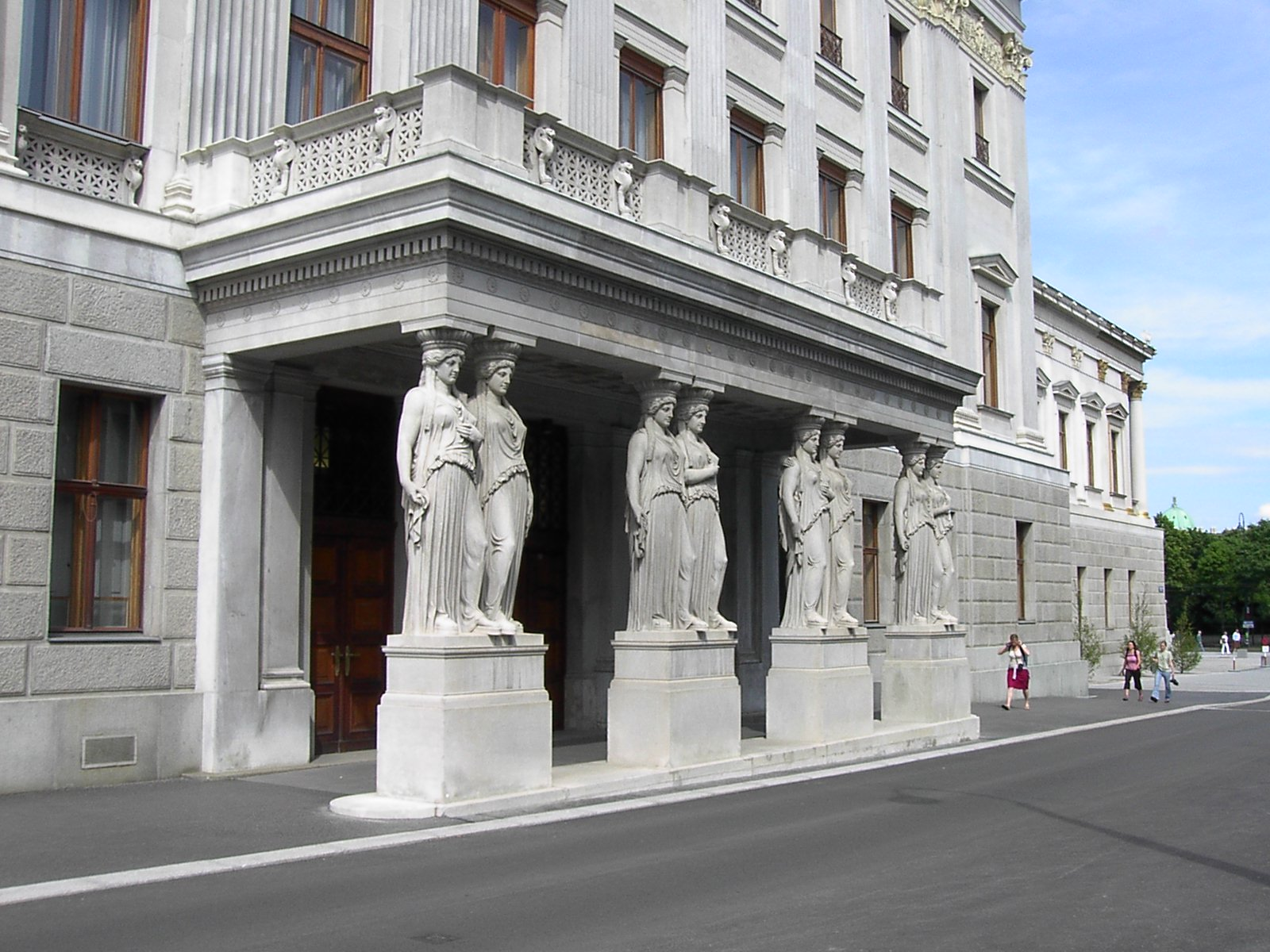
Портик кариатид здания Парламента. 1873—1883. Архитектор Т. фон Хансен. Вена
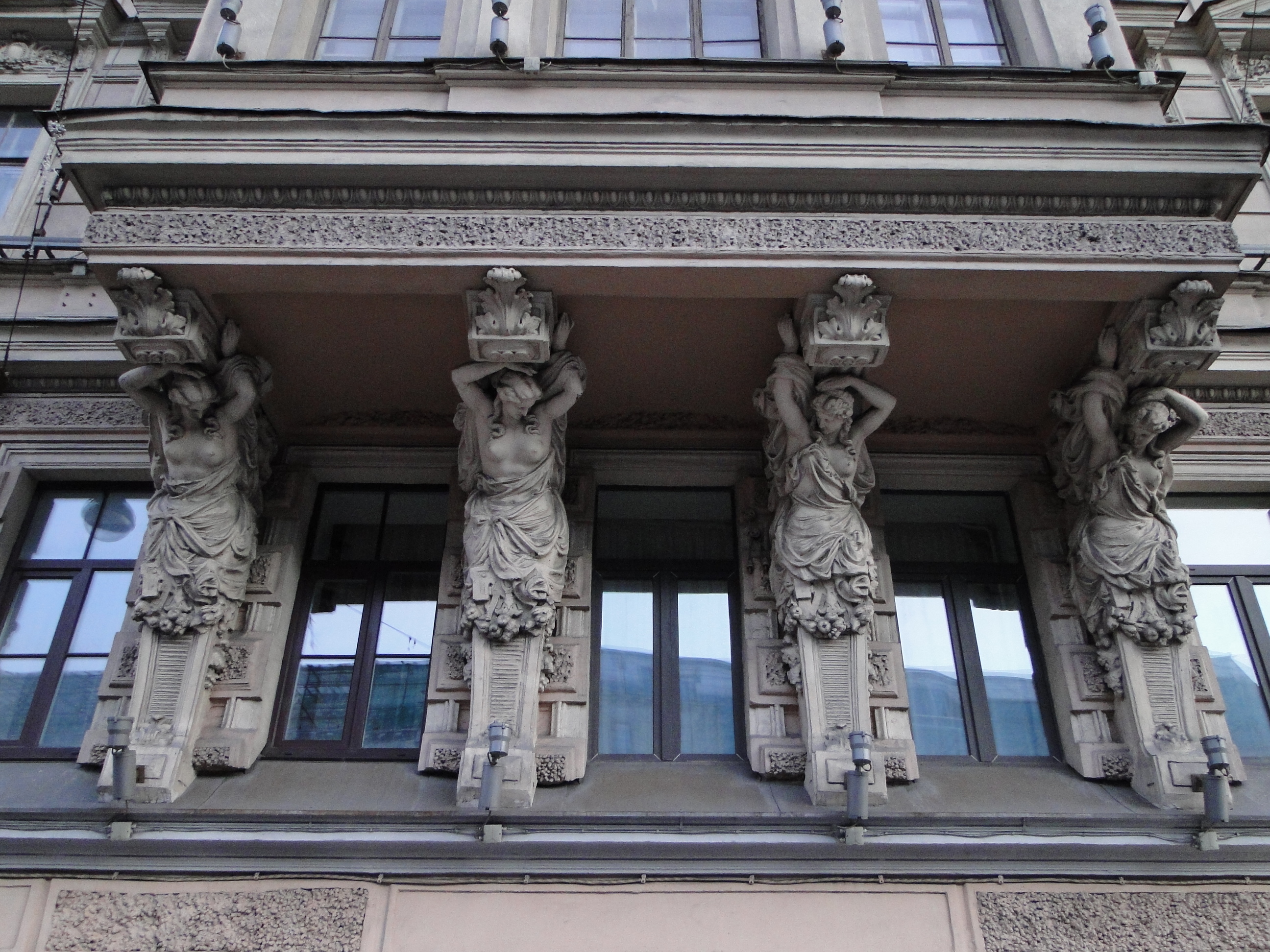
Кариатиды эркера дома на Невском проспекте в Санкт-Петербурге